# Mécringes
Mécringes ist eine Gemeinde im französischen Département Marne in der Region Grand Est. Sie gehört zum Kanton Sézanne-Brie et Champagne im Arrondissement Épernay. Nachbargemeinden sind Dhuys et Morin-en-Brie mit La Celle-sous-Montmirail im Westen und Marchais-en-Brie im Norden, Montmirail im Nordosten, Le Gault-Soigny im Südosten und Morsains und Rieux im Süden.
Im Gemeindegebiet wird Erdöl gefördert.

## Bevölkerungsentwicklung
| Jahr                       | 1962 | 1968 | 1975 | 1982 | 1990 | 1999 | 2008 | 2018 |
| -------------------------- | ---- | ---- | ---- | ---- | ---- | ---- | ---- | ---- |
| Einwohner                  | 165  | 154  | 115  | 126  | 160  | 141  | 139  | 205  |
| Quellen: Cassini und INSEE |      |      |      |      |      |      |      |      |

## Sehenswürdigkeiten

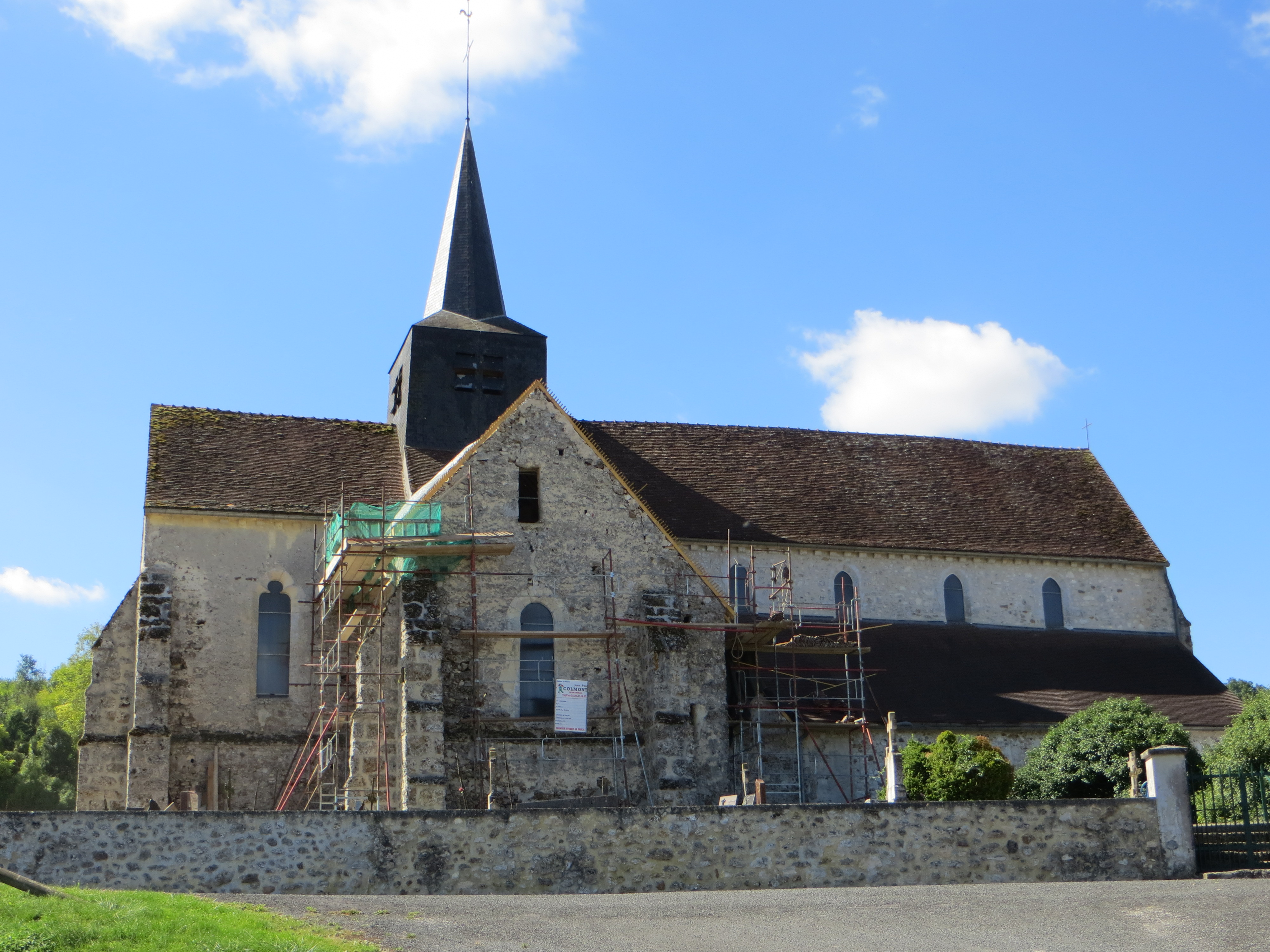
Kirche Saint-Fiacre

- Kirche Saint-Fiacre